# Wirich de Daun
Wirich Philippe Laurent, comte de et à Daun (von und zu Daun) ainsi que prince de Thiano depuis 1710, est né le 19 octobre 1669 à Vienne et décédé le 30 juillet 1741 dans sa ville natale. Il était feld-maréchal, chevalier de l’ordre de la Toison d'or, conseiller et camérier du conseil Privé. Il était père de Leopold Joseph von Daun (1705–1766), feld-maréchal du Saint-Empire.

## Biographie
Lors de la guerre de Succession d'Espagne il participa à de nombreux combats sous le commandement du prince Eugène. Il défendit Turin en 1706 et devint vice-roi de Naples en 1713.
En 1719, il est à Naples l'organisateur de la reconquête de la Sicile contre les Espagnols qui l'avaient conquise en 1718, et notamment de la résistance de la forteresse de Melazze, qui soutint un siège de six mois des soldats de Philippe V, sous les ordres du marquis de Lede.
Il fut gouverneur général et Capitaine ad interim des Pays-Bas autrichiens entre le 16 février 1725 et le 20 septembre de la même année, mais il fut nommé par l’empereur comme successeur du très détesté marquis de Prié (qui condamna à mort François Anneessens doyen du Métier bruxellois des Quatre Couronnés). Il eut la tâche très difficile de tenter de réconcilier le peuple belge avec le régime autrichien. Mais il fallut toutefois attendre Charles-Alexandre de Lorraine pour que la population éprouve de la sympathie pour Vienne et oublie Philippe V et le très aimé Maximilien-Emmanuel de Bavière.
Les habitants des Pays-Bas, encore terrorisés par le gouvernement du marquis de Prié, firent des efforts pour se le rendre favorable par diverses festivités organisées en son honneur.
Un poète latin bruxellois, Petrus van der Borcht (ou Petrus à Castro), qui s'était déjà rendu célèbre en ornant les maisons de la Grand-Place de Bruxelles de chronogrammes formés de distiques élégiaques, lui dédia un livre dithyrambique d’Applaudissements en vers latins, rehaussés de subtils chronogrammes, à l’occasion de son inauguration à Bruxelles. Ce petit chef-d'œuvre du genre (qui nous fait penser aux œuvres de cour des mandarins chinois) fut publié chez Eugène-Henri Fricx en 1725 : Applausus Virico Philippo Laurentio de Daun Principi Thianensi Aurei Velleris Equiti Belgii gubernatori ac languentis patriae restauratori.
Le livre est magnifiquement orné de gravures allégoriques en forme de médailles, œuvre de son frère le graveur Jean-Charles van der Borcht, conseiller et maître général des Monnaies de Sa Majesté Impériale et Catholique.